# Đelac (dokumentarni film)
Đelac je dokumentarni film portala eVaraždin iz 2020. godine o Anđelku Herjavcu, hrvatskom gospodarstveniku i nogometnom menadžeru. 
Film je režirao Alen Matušin, glavni urednik portala, koji ujedno potpisuje scenarij i produkciju. Direktor fotografije filma je grafički urednik portala Luka Šalamun, a izvršni producent filma je jedan od direktora i članova uprave nogometnog kluba Varteks 1990-ih Vladimir Knok. 
Pandemija korona virusa odgodila je kino-premijeru filma najavljenu za 22. travnja 2020. godine, no u ljeto iste godine prava na prikazivanje filma otkupila je Hrvatska radiotelevizija.

## Sinopsis
Film započinje na vrhuncu karijere Anđelka Herjavca krajem 1990-ih, kada je Đelac već uspješan nogometni menadžer i generalni direktor najveće hrvatske tvornice tekstila, varaždinskog Varteksa. Više od desetljeća ranije Anđelko Herjavec bio je tek zaposleni pripravnik u tekstilnom gigantu koji se usudio reći svojoj direktorici: „Danas sam vam vozač, sutra vam bum generalni direktor“. Tako započinje priča o njemu. 
Davor Štern otkriva kako se na sličan način Herjavec postavio i prema predsjedniku Vlade („Ne trebam ja vas, nego vi mene“), kako bi tvornica dobila kreditna jamstva koja su tada značila spas proizvodnje. Pokretač Levis'a Vladimir Marić, trener Branko Ivanković i predsjednik NK Varaždin Stjepan Cvek u filmu otkrivaju kako se Herjavec nogometom zapravo „zarazio“ sasvim slučajno. 
Herjavčevi zamjenici po prvi put otkrivaju kako je spašena licencija za proizvodnju jeansa, a supruga i majka kako su se nosile s Đelcovom karijerom i prepoznatljivošću. Nogometni sudac Stanko Stolnik, u svojoj prvoj javnoj ispovijesti, za film je otkrio što se događalo u automobilu neposredno prije nesreće u kojoj je Herjavec izgubio život.

## Povijesni kontekst
Anđelko Herjavec (1958. – 2001.), poznat i pod nadimkom 'Đelac', 1990-ih bio je direktor hrvatske podružnice Levi'sa u Novom Marofu, generalni direktor Varteksa u Varaždinu, predsjednik varaždinskog Nogometnog kluba Varteks, član Izvršnog odbora Hrvatskog nogometnog saveza, predsjednik Nadzornog odbora Varaždinske banke i član predsjedništva Hrvatske demokratske zajednice. 2001. godine poginuo je u prometnoj nesreći kod Posedarja.

## Razvoj projekta
„Herjavčev život imao sve elemente dobrog, za čitanje pitkog romana. Siromaštvo, uspjeh, romantičnu priču. Druženje s nogometašima i estradnim zvijezdama. Novac. Zašto i knjiga i film? Knjiga može ući u srž, dubinu, a film treba razgolititi, pokazati emociju“, izjavio je redatelj filma Alen Matušin za Jutarnji list 8. ožujka 2020. 
Razvoj projekta započeo je početkom 2018. godine prikupljanjem ostavštine Anđelka Herjavca i pred-intervjuima sa svjedocima događaja i vremena. Unatoč tome što je od Herjavčeve smrti prošlo 17 godina, o njegovom životu i djelu do tada su postojali tek prigodni medijski članci objavljivani povodom obljetnica smrti.  
U svrhu proizvodnje filma, filmska ekipa koristila se arhivskom građom Varaždinske televizije i Hrvatske radiotelevizije, a obitelj Herjavec omogućila je korištenje opsežne privatne arhive fotografija, videozapisa i osobnih stvari Anđelka Herjavca. Snimanje filma (intervjua, igranih scena) počelo je u svibnju 2019. na stvarnim lokacijama i u televizijskom studiju Sveučilišta Sjever.  
Studijski dio snimanja završio je u lipnju snimanjem Branka Ivankovića, jer se čekao njegov povratak iz Irana gdje je tada bio trener. Budući da je za određene scene ekipa trebala čekati hladnije vrijeme, preostali dio snimanja završio je u jesen 2019. Montaža filma završila je početkom 2020. godine, dok je trailer filma objavljen 8. ožujka 2020. godine.

## Sudionici projekta
U filmu se pojavljuju: Stjepan Cvek, Zlatko Dalić, Bojana Herjavec, Dragica Herjavec, Branko Ivanković, Ilija Ivezić, Goran Kaniški, Stanko Kežman, Vladimir Knok, Vladimir Marić, Miljenko Mumlek, Stanko Stolnik, Davor Štern, Milan Štimac, Ivan Topolnjak, Miljenko Vidaček, Hrvoje Vojvoda.

## Zanimljivosti
- Početak snimanja filma ubrzala je glasina kako će, nakon 35 godina, s krova bivše Levisove hale skinuti oznaku „Levis“. Godinu dana nakon završetka snimanja oznaka još uvijek stoji na krovu

- Neposredno nakon dovršetka snimanja natpis "NK Varteks" na istočnoj tribini zamijenjen je natpisom „NK Varaždin“. Natpis sačinjen od bijelih i plavih stolica na istočnoj tribini do tada je stajao 22 godine

- Ručni sat „Rolex“ koji se na nekoliko mjesta pojavljuje u filmu jest stvarni sat koji je pripadao Anđelku Herjavcu, uz kojega se vežu brojne anegdote

- Nekoliko mjeseci nakon što je započela pred-produkcija filma, Zlatko Dalić, koji je trenersku karijeru započeo u NK Varteks, proslavio se sa srebrnom medaljom na svjetskom prvenstvu u Rusiji

- Doček Zlatka Dalića u Varaždinu gotovo se poklopio sa 17. godišnjicom smrti Anđelka Herjavca, koji je poginuo gotovo na 17. obljetnicu svojeg zaposlenja u Varteksu

- U godini kada je započela pred-produkcija filma većinski vlasnik Varteksa postao je Nenad Bakić

- U ožujku 2020., paralelno uz najavu premijere filma, izdana je i biografska knjiga o Anđelku Herjavcu pod naslovom „Đelac – hazarder u smokingu“

## Recepcija
Film će biti prikazan na HRT-u, a o projektu je pisao Jutarnji list i Sportske novosti.
| "Čovjek koji je istovremeno bio veliki gospodarski i sportski menadžer, a koketirao s politikom i estradom, prije svega je bio iznimno vješt PR-ovac. U vrijeme kada je taj termin na ovim prostorima bio gotovo nepoznat, Đelac se, kako su ga zvali, znao odlično “prodati”. Od samog je sebe stvorio brend pa potom i od onih kojima se bavi. Nije čudno da je takav, a pritom šarmantan i nepredvidiv, intrigantan lik za knjigu i film."— - Višnja Gotal, "Đelac - Vizionar koji je otišao prerano", Jutarnji list, 03.2020. |